# Dentale nasaal
De dentale nasaal is een medeklinker die in het Internationaal Fonetisch Alfabet aangeduid wordt met n̪, en in X-SAMPA met n_d. 

## Kenmerken
- Het articulatiepunt is dentaal, wat inhoudt dat voor het vormen van de klank de tong tegen de onder- of boventanden wordt gedrukt.
- Het type articulatie is stemhebbend, wat betekent dat de stembanden meetrillen bij het vormen van de klank.
- Het is een nasale medeklinker, wat betekent dat de lucht door de neus naar buiten stroomt.
- Het is een centrale medeklinker, wat wil zeggen dat de lucht over het midden van de tong stroomt, in plaats van langs de zijkanten.
- Het luchtstroommechanisme is pulmonisch-egressief, wat wil zeggen dat lucht uit de longen gestuwd wordt, in plaats van uit de glottis of de mond.

## Voorkomen
Echte dentale medeklinkers zijn relatief zeldzaam. In de Romaanse talen wordt n vaak dentaal genoemd, maar het contact (dat een medeklinker zijn specifieke geluid geeft) is eigenlijk alveolaar of denti-alveolaar. 
Er zijn talen met een echte dentale n. Hieronder vallen de Dravidische talen zoals Tamil en Malayalam. 
Deze pagina bevat fonetische informatie in het IPA, die in sommige browsers mogelijk niet correct wordt weergegeven.
Waar symbolen in paren voorkomen, vertegenwoordigt het rechter teken een stemhebbende medeklinker. Gearceerde gebieden bevatten medeklinkers die worden beschouwd als onuitspreekbaar.
Zie ook: IPA, Klinkers